# Liste des représentants permanents du Luxembourg au Conseil de sécurité de l'ONU
Cet article recense les diplomates qui, depuis 1946, ont occupé auprès des Nations unies (actuellement au siège de New York) le poste de représentant permanent du Luxembourg au Conseil de sécurité et chef de la mission permanente du Luxembourg auprès des Nations unies.
| Ambassadeur                              | Années de service | Secrétaire général des Nations unies               | Grand-duc de Luxembourg |
| ---------------------------------------- | ----------------- | -------------------------------------------------- | ----------------------- |
| Joseph Bech (président de la délégation) | 1945 - 1946       | Gladwyn Jebb                                       | Charlotte               |
| inconnu                                  | 1946 - 1958       | Trygve Lie puis Dag Hammarskjöld                   | Charlotte               |
| Georges Heisbourg                        | 1958 - 1961       | Dag Hammarskjöld                                   | Charlotte               |
| Maurice Steinmetz                        | 1961 - 1964       | U Thant                                            | Charlotte               |
| inconnu                                  | 1964 - 1969       | U Thant                                            | Jean                    |
| André Philippe                           | 1969 - 1970       | U Thant                                            | Jean                    |
| Paul Peters                              | 1970 - 1979       | U Thant puis Kurt Waldheim                         | Jean                    |
| Jean Rettel                              | 1979 - 1983       | Kurt Waldheim puis Javier Pérez de Cuéllar         | Jean                    |
| Joseph Weyland                           | 1983 - 1984       | Javier Pérez de Cuéllar                            | Jean                    |
| André Philippe                           | 1985 - 1987       | Javier Pérez de Cuéllar                            | Jean                    |
| Jean Feyder                              | 1987 - 1992       | Javier Pérez de Cuéllar puis Boutros Boutros-Ghali | Jean                    |
| Jean-Louis Wolzfeld                      | 1993 - 1998       | Boutros Boutros-Ghali puis Kofi Annan              | Jean                    |
| Hubert Wurth                             | 1998 - 2003       | Kofi Annan                                         | Jean puis Henri         |
| Jean-Marc Hoscheit                       | 2003 - 2008       | Kofi Annan puis Ban Ki-moon                        | Henri                   |
| Sylvie Lucas                             | 2008 - 2016       | Ban Ki-moon                                        | Henri                   |
| Christian Braun                          | depuis 2016       | António Guterres                                   | Henri                   |